# Michael Hansonis
Michael Hansonis (* 11. August 1960 in Köln) ist ein deutscher Musiker, Songwriter und Schauspieler.

## Leben
Zu seinen frühesten musikalischen Einflüssen zählen Marc Bolan, John Lee Hooker und Bob Dylan.
Erste Erfahrungen machte er als Straßenmusiker, und Anfang der 80er Jahre als Sessionmusiker in der besetzten Schokoladenfabrik Stollwerck in Köln.
1985 wurde er Sänger der Pop-Formation Les Immer Essen. Die Band veröffentlichte nur ein Album, „Tally Ho“, und erreichte mit der Single Hand-Take eine Top-40-Platzierung.
1988 gründete Hansonis die Independent-Rock-Band King Candy und veröffentlichte bis 1994 vier Alben. Die Band war mehrfach mit der australischen Indie-Band Go-Betweens auf Tournee, deren Mitglied Robert Forster auf seinem Soloalbum „I Had a New York Girlfriend“ 1992 Hansonis’ Song Bird coverte.
Hansonis schreibt auch deutsche Texte und Lieder, so unter anderem für Gunter Gabriel die Musik zu dem Titelsong des Albums „Sohn aus dem Volk“.
In den 1990er Jahren wandte er sich nach einem privaten Schauspielstudium dem Theater zu. Bis 2002 war er festes Ensemble-Mitglied am Kölner Horizont Theater.
2004 veröffentlichte er sein vielgelobtes Album „Drink And Drive With Dylan Thomas“ mit vertonten Texten des walisischen Dichters Dylan Thomas. Michael Hansonis arbeitet zudem als Hörbuch-Sprecher.

## Diskografie
- Tally Ho, EMI Electrola 1985 mit Les Immer Essen
- Animal Eaters  DAYGLO/Rough Trade 1989
- Happy Garden DAYGLO/Rough Trade 1990
- Chloe DAYGLO/Rough Trade 1992
- Candid Classics CHLODWIG MUSIK 1994 mit King Candy
- Drink And Drive With Dylan Thomas  TRS 2004
- Walk DAYGLO/Rough Trade 2006
- Shark Week MEYER RECORDS/Rough Trade 2012
- Born To Find You, Madi-Music/Krauthausen Musikverlag 2020

## Hörbücher
- 2010: Markus Heitz – Operation Vade Retro – Collector 1
- 2010: Markus Heitz: Collector, Heyne-Verlag, 2010, ISBN 978-3-453-52650-1
- 2011: Tess Gerritsen – Trügerische Ruhe von , Random House Audio, Download ungekürzt 861 Minuten
- 2011: Tess Gerritsen – Blutmale, Random House Audio, Download ungekürzt 780 Minuten
- 2012: Tess Gerritsen – Roter Engel
- 2012: Jack Kerouac – Unterwegs
- 2013: Markus Heitz – Operation Vade Retro – Collector 2
- 2013: Robert Kirkman – The Walking Dead , Random House Audio, Audio Download, ungekürzt 639 Minuten
- 2013: Richard Schwartz – Der Falke von Aryn
- 2015: Clemens Meyer (Schriftsteller) – Die Nacht, die Lichter, Der Audio Verlag, Berlin 2008, ISBN	978-3-89813-761-4 (Lesung, 3 CDs, 210 min)
- 2018: Stephen Talty Black Hand – Jagd auf die erste Mafia New Yorks 2018 Finch & Zebra in Lizenz vom Suhrkamp Verlag

### Richard Schwartz – Das Geheimnis von Askir
- Das erste Horn, auf audible.
- Die zweite Legion, auf audible.
- Das Auge der Wüste, auf audible.
- Der Herr der Puppen, auf audible.
- Die Feuerinseln, auf audible.
- Die Eule von Askir, auf audible
- Der Kronrat, auf audible.

### Richard Schwartz – Die Götterkriege
- Die Rose von Illian, auf audible.
- Die Weiße Flamme, auf audible.
- Das blutige Land, auf audible.
- Die Festung der Titanen, auf audible.
- Der Inquisitor von Askir, auf audible
- Die Macht der Alten, auf audible.
- Der Wanderer, auf audible.

### Richard Schwartz – Die Lytar-Chronik
- Die Krone von Lytar, auf audible.
- Das Erbe des Greifen, auf audible.
- Das Blut der Könige, auf audible.

### Richard Schwartz – Die Eisraben-Chroniken
- Fluchbrecher, auf audible.
- Monsterjäger, auf audible.
- Invasion, auf audible.

### Richard Schwartz – Die Sax-Chroniken
- Die Starfarer-Verschwörung, auf audible.
- Die Rovan-Intrige, auf audible